# Albertina Soepboer
Albertina Soepboer (Holwerd, 3 december 1969) is een Nederlands schrijfster, dichteres, vertaler en beeldend kunstenaar. Ze publiceert zowel in het Nederlands als in het Fries. Haar atelier heeft zij in Groningen.

## Leven
Albertina Soepboer studeerde Friese taal- en letterkunde en Romaanse talen en culturen aan de Rijksuniversiteit Groningen.
Zij woont tegenwoordig in Harlingen.

## Werk
Tot nu toe verschenen 14 dichtbundels van Albertina Soepboer. Daarnaast publiceerde zij een roman en diverse verhalenbundels. Als dichter heeft ze teksten geschreven voor de Friese fadozangeres en actrice Nynke Laverman en werkte ze samen met het Rubens Kwartet.
Soepboer was redacteur van Trotwaer en leverde bijdragen aan Schrijver & Caravan, Gratis Literair Blaadje en Millennium.

## Prijzen
Voor haar dichtwerk ontving ze drie keer de Rely Jorritsmapriis, in 1996, 1997 en 1998.
In 2003 ontving zij deze prijs nogmaals, deze keer voor het verhaal Dy griene neisimmer.

### Poëzie
- Gearslach (1995)
- De hengstenvrouw (1997)
- De twirre yn 'e tiid (1997)
- It nachtlân (1998)
- De stobbewylch (2000)
- De dieptering (2001)
- De fjoerbidders (2003)
- Het nachtland ; De knotwilg (2003) (Vertalingen naar het Nederlands van It nachtlân (1998) en
- De stobbewylch (2000))
- Zone (2005)
- Kearsinne (2006)
- De trektocht (2010) Amsterdam, Atlas/Contact. (143 pp.) ISBN 978-90-254-3539-4
- Bezonken (2014) Amsterdam, Atlas/Contact. (82 pp.) ISBN 978-90-254-4337-5
- Herbarium (2014)
- Vertakkingen (2019) Amsterdam, Atlas/Contact (64 pp.) ISBN 978-90-254-4618-5

### Roman
- De seemearmin (2012)

### Verhalen
- Krystman (2003)
- De komst fan Sint Anthonius (2005)
- Reistiid (2008)

Daarnaast verschenen werken van haar in diverse bloemlezingen.